# Pseudognaphalium petasatum
Pseudognaphalium petasatum là một loài thực vật có hoa trong họ Cúc. Loài này được G.L.Nesom miêu tả khoa học đầu tiên.